# ホナウド・ジャカレイ
ホナウド・ジャカレイ（Ronaldo Jacaré、1979年12月7日 - ）は、ブラジルの男性柔術家、総合格闘家。エスピリトサント州ヴィラ・ヴェーリャ出身。ブラック・ハウス所属。元Strikeforce世界ミドル級王者。ジャカレ・ソウザとも表記される
アグレッシブな闘いをし、勝利後には自身のニックネームでもある「ジャカレ」（ポルトガル語で鰐の意味）の動きを真似たパフォーマンスを行なう。このニックネームは、住み込みで練習していた道場のシンボルが鰐だったことに由来する。

## 来歴
貧困なカフーゾ家庭に育ち、15歳の時に親友が射殺されるのを目撃する。この事がきっかけとなり、母親はジャカレイをマナウスに住む兄のもとに移住させた。17歳の頃ブラジリアン柔術と柔道を始めると、ジムに住み込み柔術の練習に明け暮れ、直ぐに州のチャンピオンとなった。
2001年、ブラジリアン柔術の世界大会『ムンジアル』の紫帯メジオ級と無差別級で初優勝。2002年、茶帯でメイオペサード級と無差別級を制する。2003年、『ムンジアル』と合わせて茶帯のメイオペサード級と無差別級で優勝、四冠を達成。
2003年、アブダビコンバットにも参戦、男子88kg未満級で準優勝。2005年には同階級で優勝を果たし、また無差別級でも準優勝となった。
2003年9月13日、Jungle Fight 1で総合格闘技デビュー。ジョルジ・パチーユ・マカコにパンチでKO負け。
2003年11月1日、日本で開催されたプロ柔術「DESAFIO」のメインイベントで佐藤博信と対戦し、三角絞めで一本勝ち。
2004年、『コパドムンド』でメイオペサード級、無差別級を制する。ムンジアル無差別級ではホジャー・グレイシー相手に肘を脱臼させられながらもタップせずにポイントで勝利、決勝に進出していたメイオペザード級の決勝は棄権となるものの三冠を達成。
2005年、『ムンジアル』のメイオペザード級、無差別級で優勝、2001年から5年連続優勝を果たした。これはブラジリアン柔術初の快挙である。
2006年4月29日、総合格闘技3戦目となったJungle Fight 6でアレキサンダー・シュレメンコに肩固めで一本勝ち。
2006年11月17日、プログラップリング大会のX-MISSIONにおいてランディ・クートゥアと対戦し、本戦4分2R・延長1分2Rで決着がつかず、引き分けた。
2007年1月から2月にかけて、チーム・クロコップにおいてトレーニングを行った。

### DREAM
2008年4月29日、DREAM.2のミドル級グランプリ1回戦でイアン・マーフィーと対戦し、裸絞めで1R一本勝ち。6月15日、DREAM.4の2回戦でジェイソン・"メイヘム"・ミラーと対戦し、ポジショニングで上回り3-0の判定勝ち。
2008年9月23日、DREAM.6のミドル級グランプリ準決勝でゼルグ・"弁慶"・ガレシックに腕ひしぎ十字固めで1R一本勝ち。決勝ではゲガール・ムサシと対戦し、序盤にテイクダウンを奪いグラウンドへ持ち込んだものの、パウンドを放とうとした際に下からの顔面への蹴り上げで1RTKO負け。惜しくも準優勝となった。
2009年5月26日、DREAM.9で行なわれたDREAMミドル級王座決定戦でジェイソン・"メイヘム"・ミラーと再戦。反則であるサッカーボールキックを受け頭部をカットしてしまい、ノーコンテストで王座獲得に失敗した。
2009年9月26日、アブダビコンバット2009のスーパーファイトでロバート・ドリスデールと対戦し、ポイント2-0で勝利した。

### Strikeforce
2009年12月19日、Strikeforce初参戦となったStrikeforce: Evolutionでマット・リンドランドと対戦し、肩固めで1R一本勝ちを収めた。
2010年5月15日、Strikeforce: Heavy Artilleryにてジョーイ・ヴィラセニョールと対戦。再三ヴィラセニョールをテイクダウンし、グラウンド＆パウンドで封じ込めて、3-0の判定勝ち。

#### Strikeforce世界王座獲得
2010年8月21日、Strikeforce: HoustonのStrikeforceミドル級王座決定戦でティム・ケネディと対戦し、3-0の5R判定勝ちを収め王座獲得に成功した。
2011年1月29日、Strikeforce: Diaz vs. CyborgのStrikeforce世界ミドル級タイトルマッチでロビー・ローラーと対戦し、リアネイキドチョークで3R一本勝ちを収め、王座の初防衛に成功した。

#### Strikeforce王座陥落
2011年9月10日、Strikeforce: Barnett vs. Kharitonovでルーク・ロックホールドとミドル級タイトルマッチで対戦。パンチを何度もヒットさせたものの、ロックホールドの多彩な蹴り技に終始苦戦を強いられ、0-3の5R判定負け。王座から陥落した。
2012年8月18日、Strikeforce: Rousey vs. Kaufmanでデレク・ブランソンと対戦し、右フックでダウンを奪い、パウンドで開始41秒のKO勝ち。

### UFC
2013年5月18日、UFC初参戦となったUFC on FX 8でクリス・カモージーと対戦し、肩固めで1R一本勝ち。サブミッション・オブ・ザ・ナイトを受賞した。
2013年9月4日、UFC Fight Night: Teixeira vs. Baderでミドル級ランキング3位の岡見勇信と対戦し、右ストレートでダウンを奪い、パウンドで1RTKO勝ち。
2014年2月15日、UFC Fight Night: Machida vs. Mousasiでミドル級ランキング8位のフランシス・カーモンと対戦し、3-0の判定勝ち。
2014年9月5日、UFC Fight Night: Jacare vs. Mousasiでミドル級ランキング7位のゲガール・ムサシと再戦し、ギロチンチョークで3R一本勝ち。約6年越しのリベンジを果たし、パフォーマンス・オブ・ザ・ナイトを受賞した。
2015年2月28日、UFC 184でヨエル・ロメロと試合が組まれていたがジャカレイが肺炎になり欠場。4月18日のUFC on FOX 15で再び試合が組まれるもロメロが足の靭帯と半月板を損傷して欠場。ジャカレイは代役のクリス・カモージーと対戦して腕ひしぎ十字固めで1R一本勝ち。同年12月12日、UFC 194でミドル級ランキング3位のヨエル・ロメロと改めて対戦し、1-2の判定負け。
2016年5月14日、UFC 198でミドル級ランキング3位のビクトー・ベウフォートと対戦し、マウントパンチで1RTKO勝ち。パフォーマンス・オブ・ザ・ナイトを受賞した。
2017年2月11日、UFC 208でミドル級ランキング13位のティム・ボッシュと対戦しキムラロックで1R一本勝ち。パフォーマンス・オブ・ザ・ナイトを受賞した。
2017年4月15日、UFC on FOX 24でミドル級ランキング6位のロバート・ウィテカーと対戦し、2Rに右ハイキックでぐらつき、下になったところにパウンドとエルボーを受け続けてTKO負け。
2018年1月27日、UFC on FOX 27でミドル級ランキング8位のデレク・ブランソンと5年5カ月ぶりに再戦し、右ハイキックでダウンを奪い、パウンドで1RTKO勝ち。パフォーマンス・オブ・ザ・ナイトを受賞した。
2018年5月12日、UFC 224でミドル級ランキング5位のケルヴィン・ガステラムと対戦。1Rはグラウンドで優位に試合を進めるも、その後はスタンドでダウンを奪われるなど盛り返され、1-2の判定負け。敗れはしたものの、ファィト・オブ・ザ・ナイトを受賞した。
2018年11月3日、UFC 230でミドル級ランキング3位のクリス・ワイドマンと対戦。序盤から打撃戦で一進一退の攻防を繰り広げ、3Rに右フックでダウンを奪い、パウンドでKO勝ち。2試合連続のファイト・オブ・ザ・ナイトを受賞した。
2019年4月27日、UFC Fight Night: Jacaré vs. Hermanssonでヨエル・ロメロと試合が組まれていたがロメロが病気で欠場したことで、代役のミドル級ランキング10位ジャック・ハーマンソンと対戦し、得意なグラウンドで圧倒されて、0-3の5R判定負け。
2019年11月16日、ライトヘビー級転向初戦となったUFC Fight Night: Błachowicz vs. Jacaréでライトヘビー級ランキング6位のヤン・ブラホヴィッチと対戦し、両者共に手数の少ない攻防となり、1-2の判定負けを喫した。ジャカレイの母国ブラジルでの開催となったが、盛り上がりに欠ける試合内容となったため、試合後には会場からブーイングが沸き起こった。
2020年12月12日、UFC 256でミドル級ランキング15位のケビン・ホランドと対戦。グラウンド状態での下からの右フックでダウンを奪われ、パウンドで1RKO負け。
2021年5月15日、UFC 262でアンドレ・ムニスと対戦し、1Rに腕ひしぎ逆十字固めでキャリア初となる一本負け。
2021年5月19日、UFCからリリースされた。
2021年8月11日、総合格闘技からの引退を発表。

## 人物・エピソード
- 結婚しており、3人の子供がいる。

## 戦績

### 総合格闘技
| 総合格闘技 戦績 | 総合格闘技 戦績 | 総合格闘技 戦績 | 総合格闘技 戦績 | 総合格闘技 戦績 | 総合格闘技 戦績 | 総合格闘技 戦績 |
| --------------- | --------------- | --------------- | --------------- | --------------- | --------------- | --------------- |
| 37 試合         | (T)KO           | 一本            | 判定            | その他          | 引き分け        | 無効試合        |
| 26 勝           | 5               | 17              | 4               | 0               | 0               | 1               |
| 10 敗           | 4               | 1               | 5               | 0               | 0               | 1               |

| 勝敗 | 対戦相手                       | 試合結果                                                  | 大会名                                                                    | 開催年月日     |
| ×    | アンドレ・ムニス               | 1R 3:59 腕ひしぎ逆十字固め                                | UFC 262: Oliveira vs. Chandler                                            | 2021年5月15日  |
| ×    | ケビン・ホランド               | 1R 1:45 KO（グラウンド状態での下からの右フック→パウンド） | UFC 256: Figueiredo vs. Moreno                                            | 2020年12月12日 |
| ×    | ヤン・ブラホヴィッチ           | 5分5R終了 判定1-2                                         | UFC Fight Night: Błachowicz vs. Jacaré                                    | 2019年11月16日 |
| ×    | ジャック・ハーマンソン         | 5分5R終了 判定0-3                                         | UFC Fight Night: Jacaré vs. Hermansson                                    | 2019年4月27日  |
| ○    | クリス・ワイドマン             | 3R 2:46 KO（右フック→パウンド）                           | UFC 230: Cormier vs. Lewis                                                | 2018年11月3日  |
| ×    | ケルヴィン・ガステラム         | 5分3R終了 判定1-2                                         | UFC 224: Nunes vs. Pennington                                             | 2018年5月12日  |
| ○    | デレク・ブランソン             | 1R 3:50 TKO（パウンド）                                   | UFC on FOX 27: Jacare vs. Brunson 2                                       | 2018年1月27日  |
| ×    | ロバート・ウィテカー           | 2R 3:28 TKO（パウンド）                                   | UFC on FOX 24: Johnson vs. Reis                                           | 2017年4月15日  |
| ○    | ティム・ボッシュ               | 1R 3:41 キムラロック                                      | UFC 208: Holm vs. de Randamie                                             | 2017年2月11日  |
| ○    | ビクトー・ベウフォート         | 1R 4:38 TKO（マウントパンチ）                             | UFC 198: Werdum vs. Miocic                                                | 2016年5月14日  |
| ×    | ヨエル・ロメロ                 | 5分3R終了 判定1-2                                         | UFC 194: Aldo vs. McGregor                                                | 2015年12月12日 |
| ○    | クリス・カモージー             | 1R 2:33 腕ひしぎ十字固め                                  | UFC on FOX 15: Machida vs. Rockhold                                       | 2015年4月18日  |
| ○    | ゲガール・ムサシ               | 3R 4:30 ギロチンチョーク                                  | UFC Fight Night: Jacare vs. Mousasi                                       | 2014年9月5日   |
| ○    | フランシス・カーモン           | 5分3R終了 判定3-0                                         | UFC Fight Night: Machida vs. Mousasi                                      | 2014年2月15日  |
| ○    | 岡見勇信                       | 1R 2:47 TKO（右ストレート→パウンド）                      | UFC Fight Night: Teixeira vs. Bader                                       | 2013年9月4日   |
| ○    | クリス・カモージー             | 1R 3:37 肩固め                                            | UFC on FX 8: Belfort vs. Rockhold                                         | 2013年5月18日  |
| ○    | エド・ハーマン                 | 1R 3:10 キムラロック                                      | Strikeforce: Marquardt vs. Saffiedine                                     | 2013年1月12日  |
| ○    | デレク・ブランソン             | 1R 0:41 KO（右フック→パウンド）                           | Strikeforce: Rousey vs. Kaufman                                           | 2012年8月18日  |
| ○    | ブリストル・マルンデ           | 3R 2:43 肩固め                                            | Strikeforce: Tate vs. Rousey                                              | 2012年3月3日   |
| ×    | ルーク・ロックホールド         | 5分5R終了 判定0-3                                         | Strikeforce: Barnett vs. Kharitonov 【Strikeforceミドル級タイトルマッチ】 | 2011年9月10日  |
| ○    | ロビー・ローラー               | 3R 2:00 チョークスリーパー                                | Strikeforce: Diaz vs. Cyborg 【Strikeforceミドル級タイトルマッチ】        | 2011年1月29日  |
| ○    | ティム・ケネディ               | 5分5R終了 判定3-0                                         | Strikeforce: Houston 【Strikeforceミドル級王座決定戦】                    | 2010年8月21日  |
| ○    | ジョーイ・ヴィラセニョール     | 5分3R終了 判定3-0                                         | Strikeforce: Heavy Artillery                                              | 2010年5月15日  |
| ○    | マット・リンドランド           | 1R 4:18 肩固め                                            | Strikeforce: Evolution                                                    | 2009年12月19日 |
| －   | ジェイソン・"メイヘム"・ミラー | 1R 2:33 ノーコンテスト（反則）                            | DREAM.9 フェザー級グランプリ2009 2nd ROUND 【DREAMミドル級王座決定戦】    | 2009年5月26日  |
| ×    | ゲガール・ムサシ               | 1R 2:15 TKO（蹴り上げ）                                   | DREAM.6 ミドル級グランプリ2008 決勝戦 【ミドル級グランプリ 決勝】         | 2008年9月23日  |
| ○    | ゼルグ・"弁慶"・ガレシック     | 1R 1:27 腕ひしぎ十字固め                                  | DREAM.6 ミドル級グランプリ2008 決勝戦 【ミドル級グランプリ 準決勝】       | 2008年9月23日  |
| ○    | ジェイソン・"メイヘム"・ミラー | 2R（10分/5分）終了 判定3-0                                | DREAM.4 ミドル級グランプリ2008 2nd ROUND 【ミドル級グランプリ 2回戦】     | 2008年6月15日  |
| ○    | イアン・マーフィー             | 1R 3:37 チョークスリーパー                                | DREAM.2 ミドル級グランプリ2008 開幕戦 【ミドル級グランプリ 1回戦】        | 2008年4月29日  |
| ○    | ヴェンデル・サントス           | 1R 1:40 ギブアップ（パンチ連打）                          | Hero's the Jungle                                                         | 2007年10月13日 |
| ○    | ジョゼ・リバマール             | 1R 3:28 腕ひしぎ十字固め                                  | Amazon Challenge                                                          | 2007年9月29日  |
| ○    | ビル・ヴュイック               | 1R 1:59 ギブアップ（パンチ連打）                          | Gracie FC: Evolution                                                      | 2007年5月19日  |
| ○    | ハイム・ゴザリ                 | 1R 1:33 肩固め                                            | Jungle Fight 7: Jungle Fight Europe                                       | 2006年12月17日 |
| ○    | アレクセイ・プロフォキエフ     | 1R 2:30 三角絞め                                          | Fury FC 1: Warlords Unleashed                                             | 2006年9月27日  |
| ○    | アレキサンダー・シュレメンコ   | 1R 2:10 肩固め                                            | Jungle Fight 6                                                            | 2006年4月29日  |
| ○    | ビクトル・バブキア             | 1R 0:56 ギブアップ（パウンド）                            | Jungle Fight 2                                                            | 2004年5月15日  |
| ×    | ジョルジ・パチーユ・マカコ     | 1R 3:13 KO（パンチ）                                      | Jungle Fight 1                                                            | 2003年9月13日  |

### プロボクシング
| プロボクシング 戦績 | プロボクシング 戦績 | プロボクシング 戦績 | プロボクシング 戦績 | プロボクシング 戦績 | プロボクシング 戦績 | プロボクシング 戦績 |
| ------------------- | ------------------- | ------------------- | ------------------- | ------------------- | ------------------- | ------------------- |
| 1 試合              | (T)KO               | 判定                | その他              | 引き分け            | 無効試合            |                     |
| 0 勝                | 0                   | 0                   | 0                   | 0                   | 0                   |                     |
| 1 敗                | 0                   | 1                   | 0                   | 0                   | 0                   |                     |

| 戦           | 日付         | 勝敗 | 時間 | 内容    | 対戦相手               | 国籍     | 備考           |
| ------------ | ------------ | ---- | ---- | ------- | ---------------------- | -------- | -------------- |
| 1            | 2023年4月1日 | ★    | 6R   | 判定0-3 | ビクトー・ベウフォート | ブラジル | プロデビュー戦 |
| テンプレート |              |      |      |         |                        |          |                |

### グラップリング
| 勝敗 | 対戦相手               | 試合結果                     | 大会名                                | 開催年月日     |
| ○    | ロバート・ドリスデール | ポイント2-0                  | ADCC 2009                             | 2009年9月26日  |
| △    | ランディ・クートゥア   | 4分2R+延長1分2R終了 時間切れ | X-MISSION                             | 2006年11月17日 |
| ○    | カール・アモーゾ       | 2R 三角絞め                  | ブドーチャレンジ 【87kg未満級 決勝】  | 2005年5月26日  |
| ○    | マイク・ウィーバー     | 1R 腕ひしぎ十字固め          | ブドーチャレンジ 【87kg未満級 1回戦】 | 2005年5月26日  |

## 獲得タイトル
- 第5回アブダビコンバット 88kg未満級 準優勝（2003年）
- 世界柔術選手権 黒帯メイオペサード級 準優勝&アプソルート級 優勝（2004年）
- 第6回アブダビコンバット 88kg未満級 優勝、無差別級 準優勝（2005年）
- 世界柔術選手権 黒帯メイオペサード級&アブソルート級 優勝（2005年）
- 柔術オリンピック世界杯 黒帯メイオペサード級＆アブソルート級 準優勝（2005年）
- ブドーチャレンジ 87kg未満級 優勝（2005年）
- 第4代Strikeforceミドル級王座（2010年）

## 表彰
- UFC ファィト・オブ・ザ・ナイト（2回）
- UFC パフォーマンス・オブ・ザ・ナイト（4回）
- UFC サブミッション・オブ・ザ・ナイト（1回）